# 大石良房
大石 良房（おおいし よしふさ、寛文11年(1671年)頃 - 元禄5年12月30日（1693年2月4日））は、江戸時代前期の武士。『忠臣蔵』で有名な大石良雄の弟。
赤穂浅野家家臣大石良昭の三男。母は池田由成の娘くま。兄に大石良雄と専貞がいる。通称は喜内（きない）。大石家の庶流として赤穂藩に仕えていたが、元禄5年（1692年）12月30日に赤穂において死去した。享年22。赤穂の花岳寺に葬られた。法名は梅室清寒。